# Bezpečnost silničního provozu
Bezpečnost silničního provozu se věnuje způsobům, které mají omezit nehody a jejich oběti v dopravě silniční i městské.
Z hlediska zklidnění automobilového provozu a větší přívětivosti pro pěší či lidi na kole se používají různé psychologické i fyzické prvky zklidňování dopravy. Mezi ně patří snižování rychlosti, značení zón 30 a obytných nebo pěších zón. Důležitým aspektem je podoba ulic, která by neměla vyzývat k nebezpečnému chování a měla by předcházet chybám účastníků provozu. Ke zvýšení bezpečnosti automobilového provozu se používají také semafory a přehlednější dopravní značení.

## Bezpečnost řidičů aut a motocyklu
K testování bezpečnosti automobilu se používá nárazová zkouška. K bezpečnosti provozu přispívá osvětlení motorového vozidla, bezpečnostní pásy, airbagy a jiné prvky. Ovšem asistenti řidiče mohou kontraproduktivně snižovat pozornost řidiče. Mezi prvky zvyšující bezpečnost u motocyklistů je helma.

## Bezpečnost cyklistů
Pozitivní dopad na bezpečnost cyklistické dopravy má bezpečná infrastruktura, která pomocí cyklostezek či cyklopruhů odděluje provoz aut a lidí na kole. Oddělená infrastruktura a zklidněný provoz v bočních ulicích tak minimalizuje riziko srážek a zároveň zatraktivňuje jízdu na kole. Nošení helmy má dopad na bezpečnost cyklodopravy minimální. V zemích, kde je nošení přilby při jízdě na kole povinné (Austrálie), se počet nehod nesnížil. Naopak v zemích, kde jízdní kolo běžně funguje jako dopravní prostředek a kde dochází k méně nehodám, je procento používání přileb velmi malé (Dánsko či Nizozemsko).

## Bezpečnost pěších
Nejvíce nehod pěších nastává při křižování vozovky pro automobily. Ke zvýšení bezpečnosti přispívá snižování rychlosti, budování chodníků, bezpečných přechodů či úplné zklidňování ulic jako vytváření obytných nebo pěších zón, kam je vjezd automobilů omezen.

## Statistiky

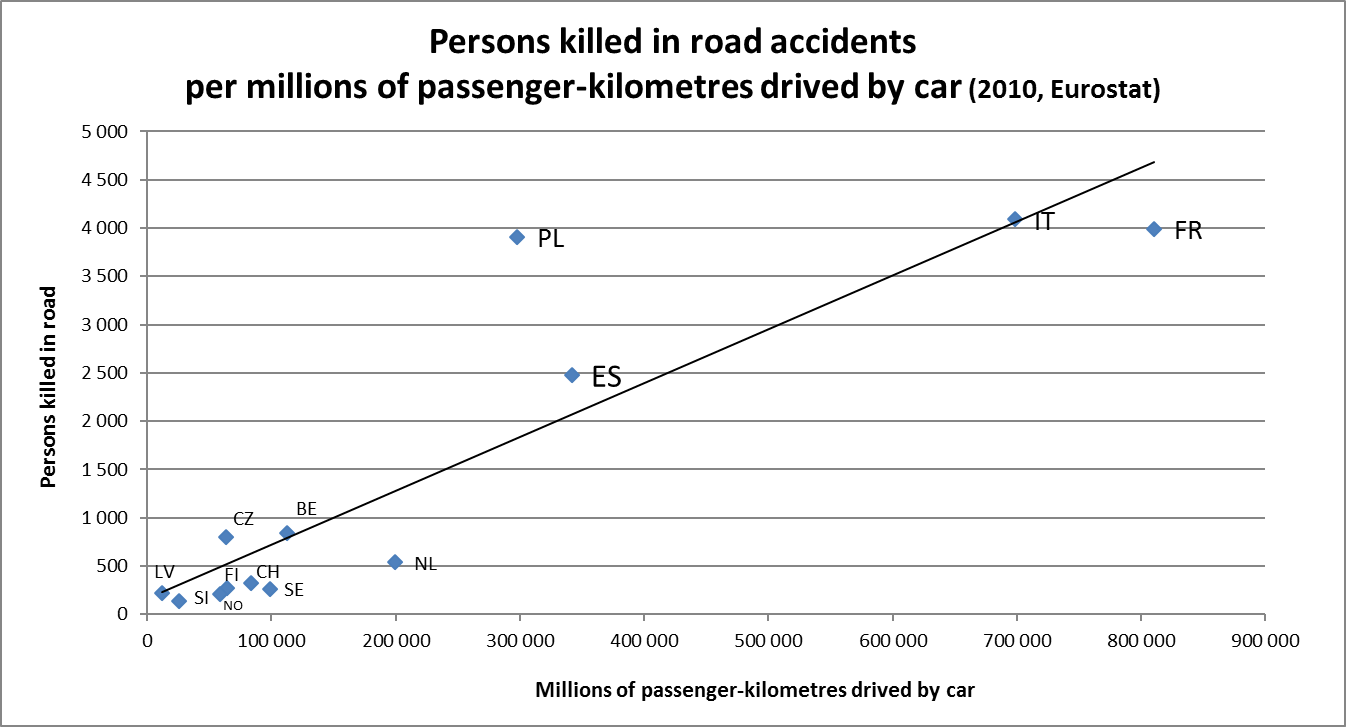
Úměra smrtelných nehod a odřízených kilometrů podle Eurostatu.

Úmrtí při dopravních nehodách v Evropě se pohybují v desítkách osob ročně na milion obyvatel. Mezi lety 1996 a 2016 se v EU snížil počet obětí na méně než polovinu.